# Thébai Eurüdiké
Thébai Eurüdiké Szophoklész Antigoné című tragédiájának szereplője. A történet szerint Kreón felesége, és Haimón anyja. Amikor megtudta, hogy fia önkezével vetett véget az életének, ő is öngyilkos lett.